# Petr Prachner
Petr Prachner (20. října 1744 nebo 1747 Praha – 5. března 1807, Praha) byl český pozdně barokní sochař a řezbář, příslušník druhé generace pražské sochařské rodiny Prachnerů – jeho otcem byl Richard Jiří Prachner, který do Čech přišel z Bavorska, synem pak Václav Prachner.

## Život
Prvotní sochařské vzdělání nabyl, stejně jako jeho bratři Josef a Valentin, u svého otce, poté odjel za prací do Vídně, Mannheimu, Londýna, Holandska a Itálie, odkud se vrátil zpět do Čech kvůli otcově nemoci. Na cestách získal i akademická ocenění – stříbrnou medaili v Mannheimu a zlatou v Londýně.
Patrně kolem roku 1765 se vrátil do Prahy a začal spolupracovat s otcem. Po roce 1776 nejspíše znovu odešel do zahraničí, ale koncem století již pobýval a tvořil v Praze. Ze svých cest za zemské hranice, motivovaných zřejmě i existenčními důvody, zajížděl do Prahy, kde se kolem roku 1780 oženil. Bydlel ve svém domě ve Spálené ulici č. p. 85.

## Dílo
Mezi lety 1765-1770 se významně podílel na otcově zakázce na kazatelnu v chrámu sv. Mikuláše na Malé Straně v Praze, která patří k předním dílům svého druhu v Čechách. Slovy J. Neumanna, „četné figurální motivy a přebohatá ornamentální výzdoba tu srůstají s náročnou architekturou (…) v hybný, opticky působivý celek, který vychází z barokního iluzionistického principu.“ Dílem společným otci i synovi je také adventní skupina Zvěstování pro klášterní kostel v Břevnově (kolem 1765).
Práce dílny Prachnerů se vyznačují dynamismem a radikálně rokokovým vzruchem, který přinesl otec Richard, Petr však postupně směřuje ke klasicistním rysům a zklidněné formě.
Jeho prvním doloženým samostatným dílem jsou sochy na oltáři Pražského Jezulátka v kostele Panny Marie Vítězné v Karmelitské ulici v Praze (1775-1776). Vynikají zde obzvlášť postavy Panny Marie a sv. Josefa po stranách oltáře. Jedná se již – slovy O. J. Blažíčka – o projev Petrova smyslu „pro skladbu plynulou, bez prudkých vzruchů plastiky otcovy, a jeho nepatetického realismu, dvě vlastnosti vytříbené na vzorech dobové plastiky římské“.. Pro starší oltář v témž kostele vytvořil také sochy karmelitánských řádových patronů sv. Jana z Kříže a sv. Terezie z Ávily. Předlohou pro sochu světice byla socha sv. Terezie (1754) z baziliky sv. Petra v Římě, která je dílem Filippa della Valle. Klasicistní styl vykazují také plastiky na kazatelně v kapli sv. Kříže na Pražském hradě.
Prachner dále vytvořil oltář v kapli v zámku Měšice (1775) a kazatelnu pro kostel sv. Ignáce na Karlově náměstí v Praze (po 1770), která je jednodušší obdobou kazatelny v chrámu sv. Mikuláše na Malé Straně.
Jeho dílem jsou patrně také sochy sv. Václava, sv. Víta a sv. Ludmily na průčelí křížovnického kostela sv. Františka v Praze, jež byly dříve připisovány O. F. Quitainerovi.
Z pozdního období jeho tvorby známe jak dřevořezby, tak kamenné plastiky. Jednak to jsou dřevěné papouščí hlavy pro tzv. Čínskou bažantnici na zámku ve Veltrusích z let 1792–1796, která shořela pi požáru roku 1919. Dále roku 1801 vytvořil pískovcovou náhrobní desku posledního opata sázavského kláštera Leandra z Kramáře. Podle O. J. Blažíčka náhrobek pravděpodobně vznikl již těsně před rokem 1785, ačkoliv byl použit až roku 1801. Pět plastik od Petra Prachnera z roku 1804 zdobí rovněž budovu První české vzájemné pojišťovny ve Spálené ulici čp. 76/14 v Praze (původně pozdně barokní Hildprandtovský palác).
Posledním Prachnerovým doloženým dílem je socha sv. Jakuba v Domašíně, vytvořená v roce 1805.

Prokop Toman uvádí mezi jeho díly také bronzovou sochu Persea a hřbitovní skulptury z náhrobků na Olšanských hřbitovech v Praze 3. Jiní autoři se však o nich zmiňují jako o dílech Petrova syna Václava Prachnera.

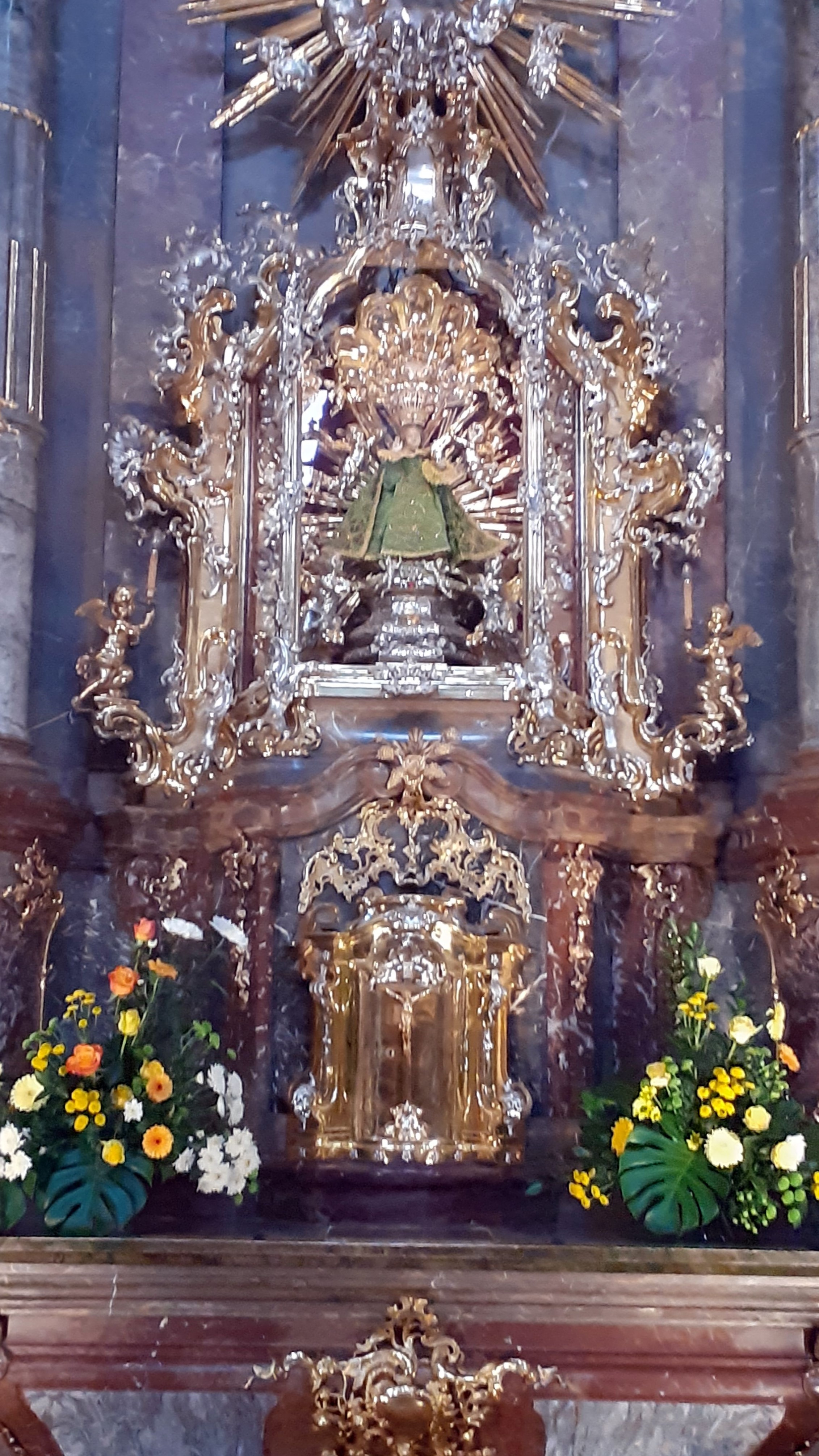
Oltář v kostele Panny Marie Vítězné v Karmelitské ul. v Praze
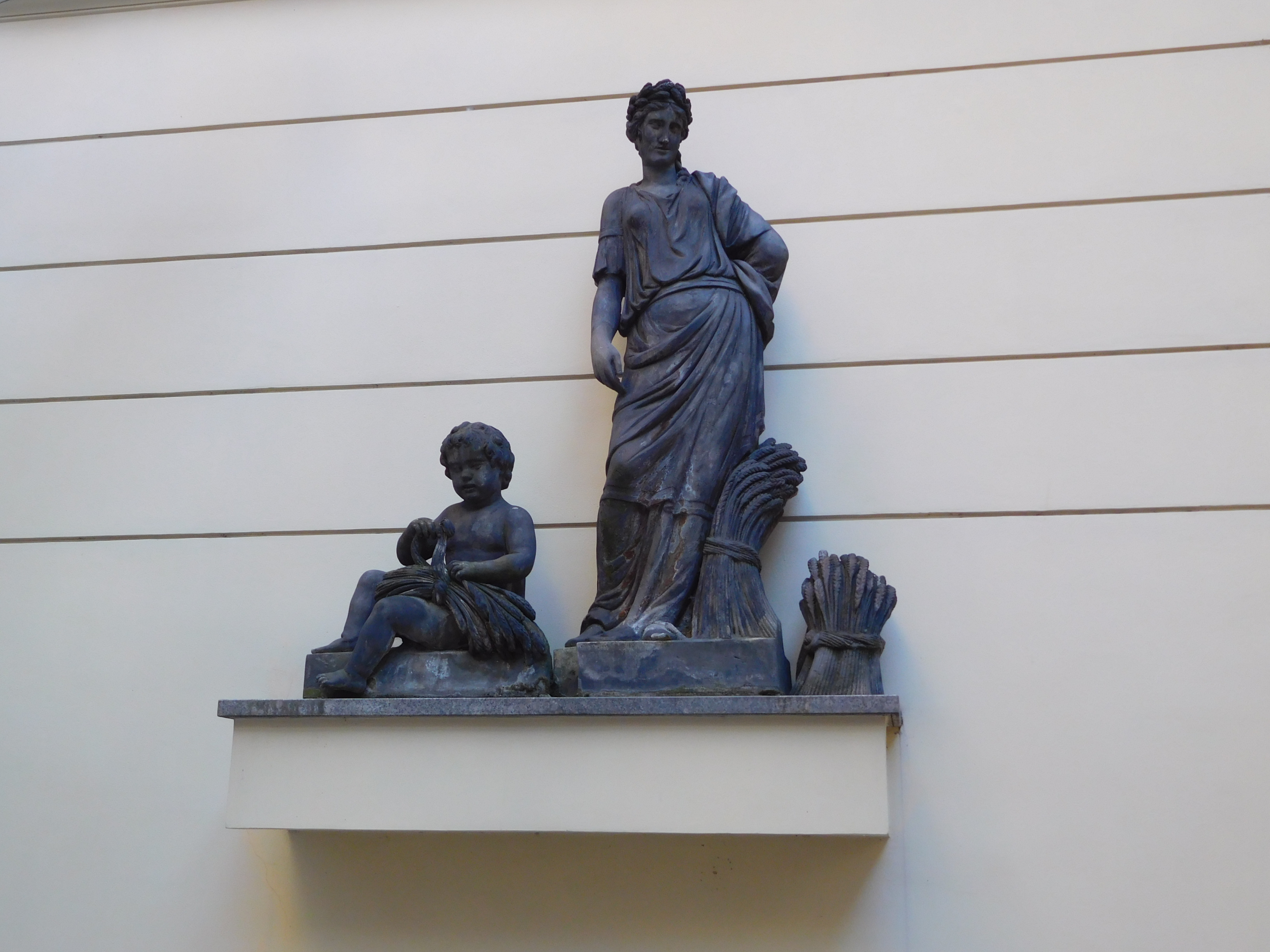
Sousoší na budově první české vzájemné pojišťovny ve Spálené ul. v Praze
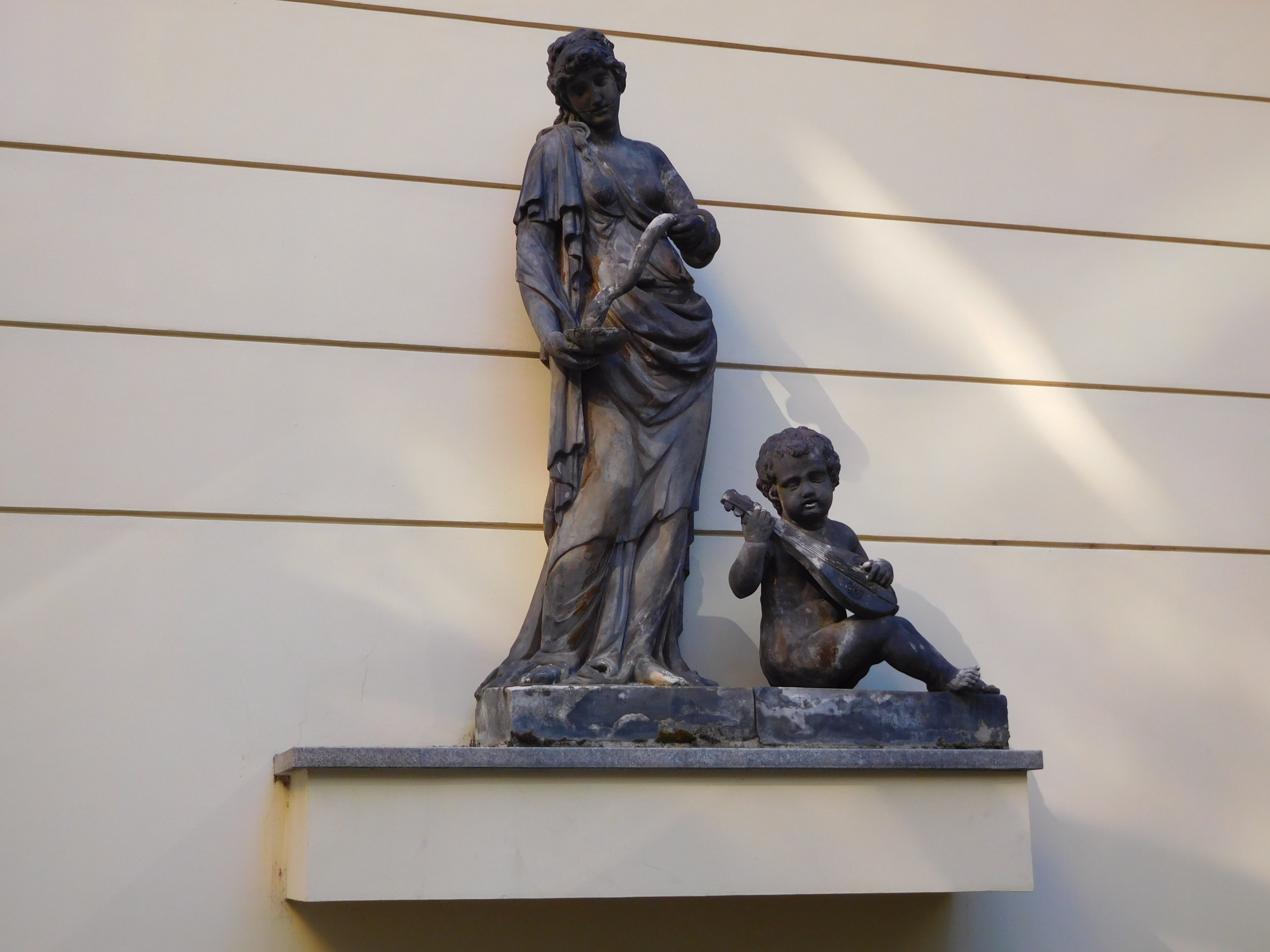
Sousoší na budově první české vzájemné pojišťovny ve Spálené ul. v Praze
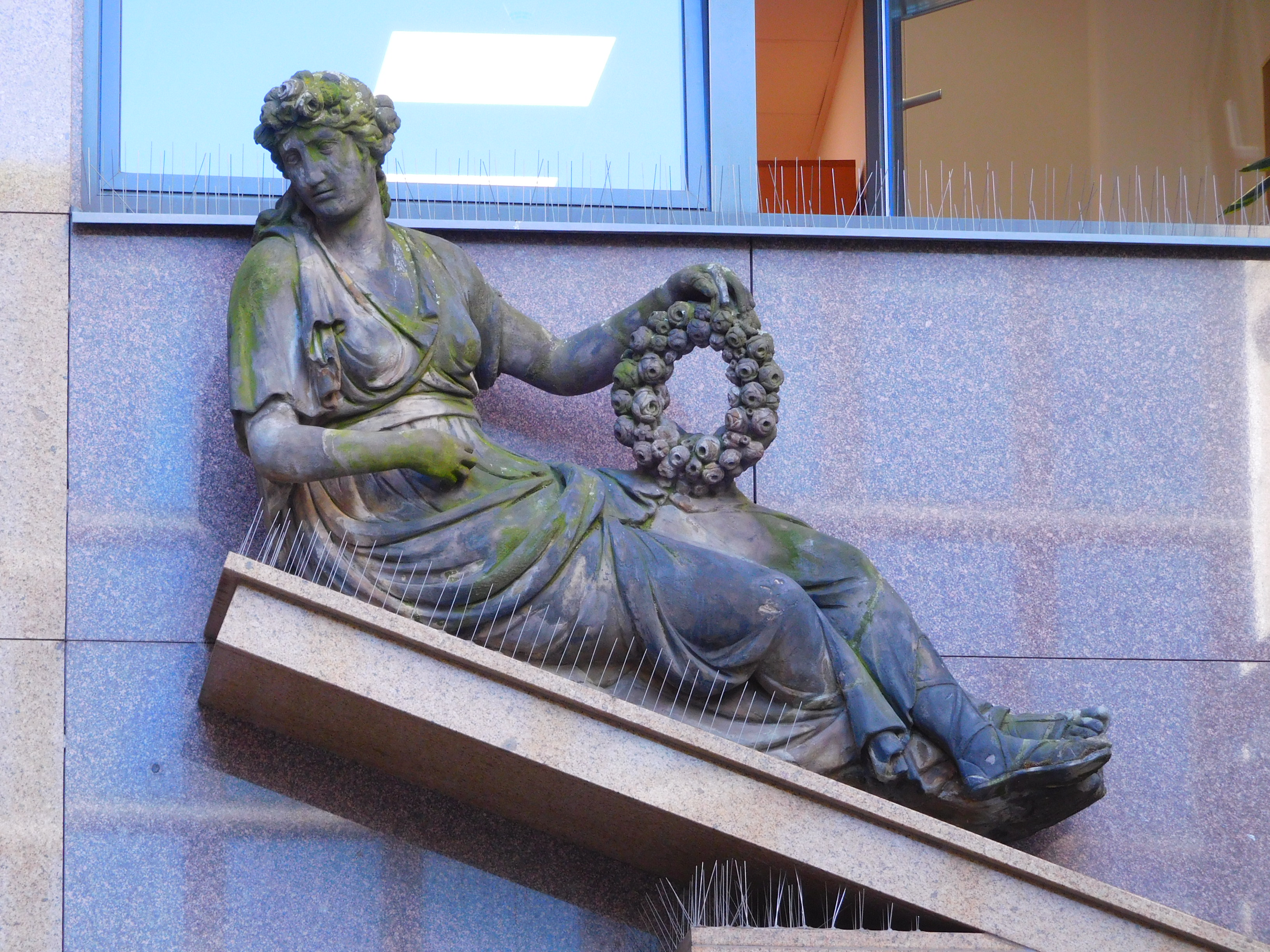
Socha Flory na budově první české vzájemné pojišťovny ve Spálené ul. v Praze
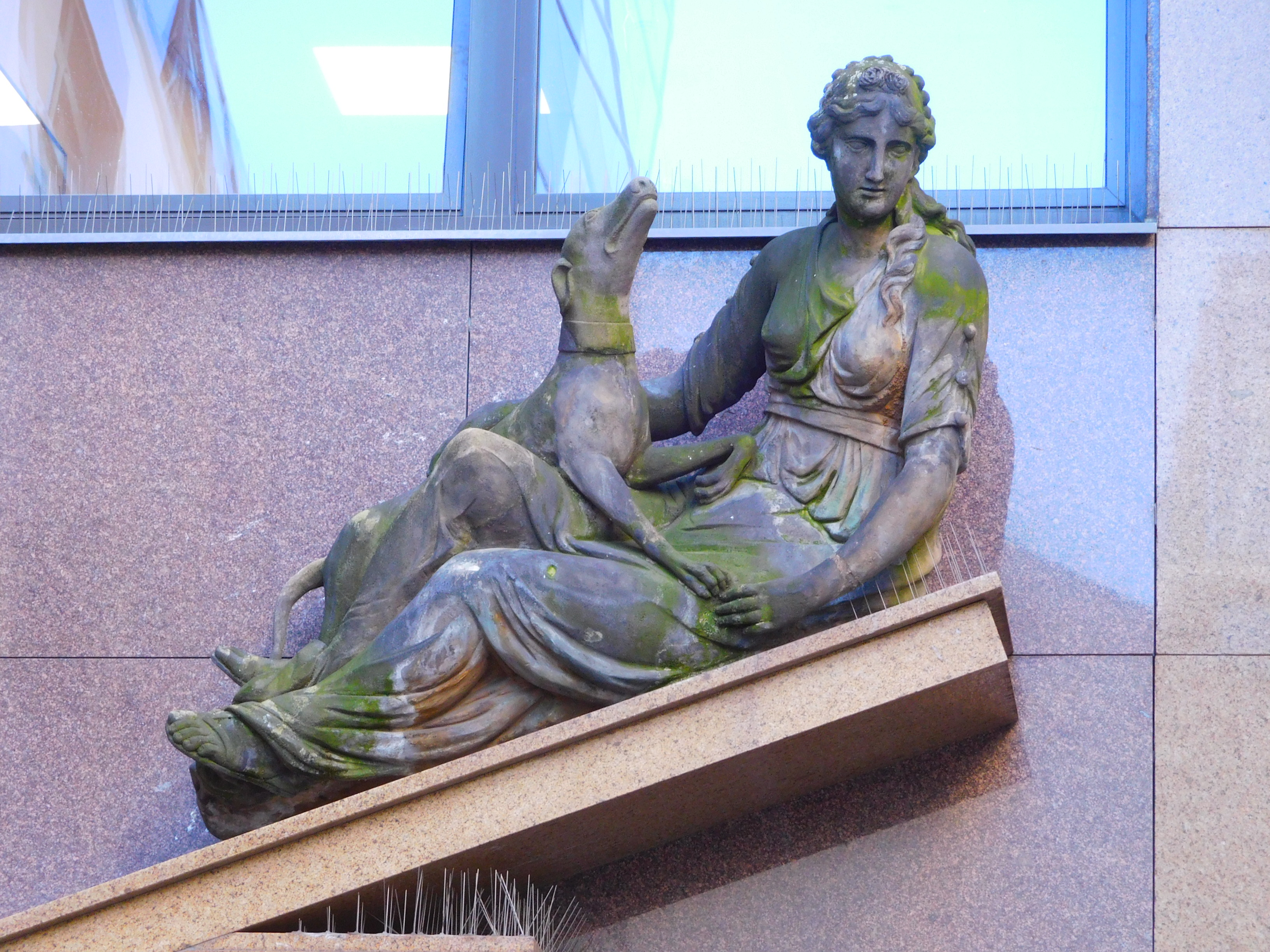
Socha Diany na budově první české vzájemné pojišťovny ve Spálené ul. v Praze